# Seibersdorf
Seibersdorf är en ort och kommun i Österrike. Den ligger i distriktet Baden i förbundslandet Niederösterreich, 30 km söder om huvudstaden Wien. Deutsch-Brodersdorf, som är sammanvuxet med Leithaprodersdorf i Burgenland, är kommunens huvudort.
Kommunen består av två orter (Ortschaften) (inom parentes invånarantal 1 januari 2024):
- Deutsch-Brodersdorf (1 010)
- Seibersdorf (569)